# Chinesischer Schopfhund
Der Chinesische Schopfhund ist eine von der FCI anerkannte chinesische Hunderasse (FCI-Gruppe 9, Sektion 4, Standard Nr. 288).

## Beschreibung

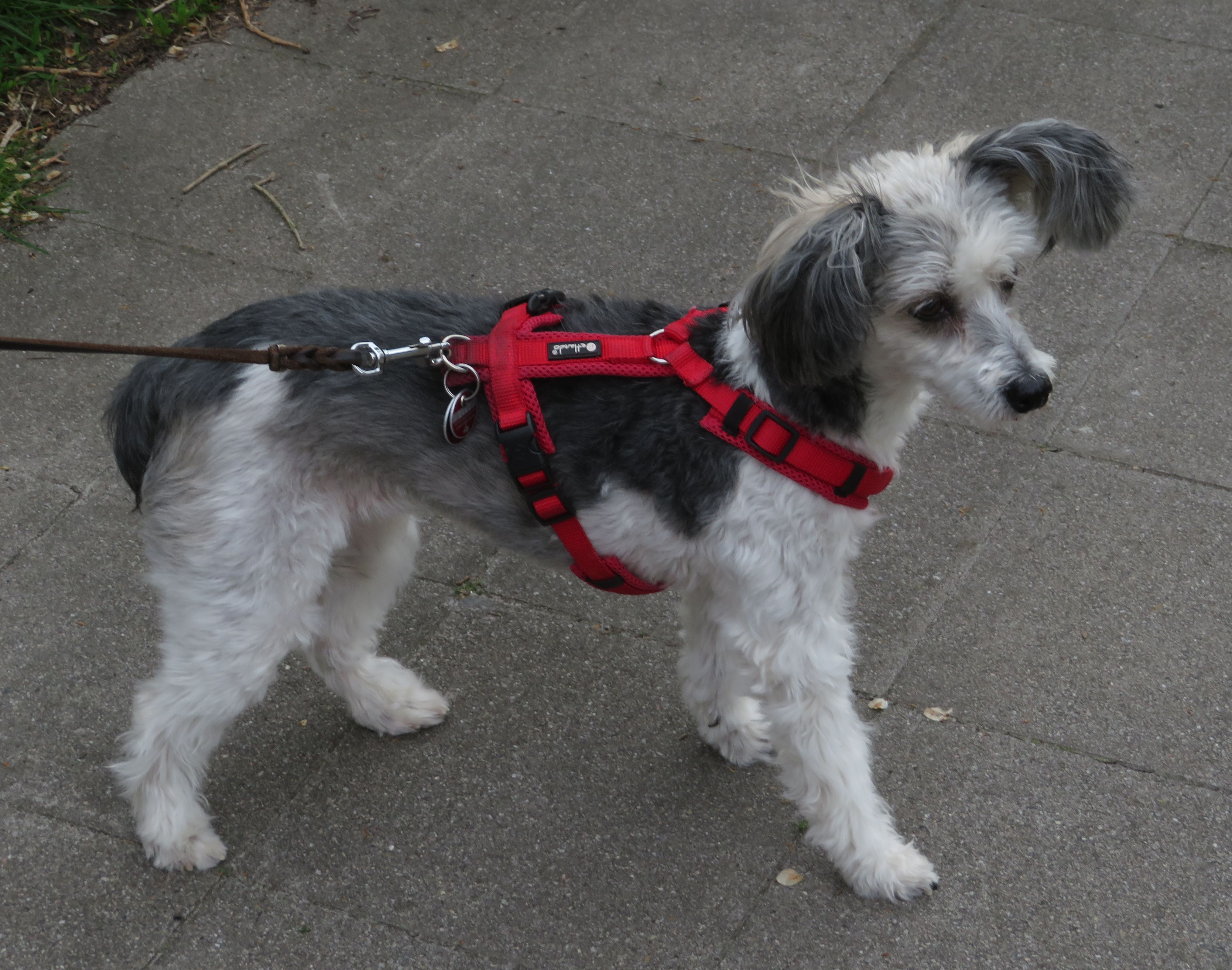
Powder Puff mit geschorenem Fell

Von dem kleinen Hund (bis 33 cm) gibt es zwei Varianten: eine, der so genannte Powder Puff, besitzt üblicherweise Unterwolle und ein langes, schleierartiges Deckfell mit seidiger Haarstruktur. Die andere Variante, Hairless, besitzt häufig Haare am Kopf, der Rute und den Pfoten. Der restliche Körper ist haarlos. Der Phänotyp variiert stark und wird in der Zucht in fünf Behaarungstypen eingeteilt: True Hairless, Moderate Hairless, Semi-coated, Hairy Hairless und Powder Puff. Außerdem gibt es ursprünglich auch zwei unterschiedliche Körperbauten: Einmal den Deer-Typ, der sehr schlank und meist kleiner ist als der Cobby-Typ, der stabiler gebaut ist und meist etwas größer. Der grazilere Deer-Typ hat sich mittlerweile in der Zucht durchgesetzt.
Die nackte Haut eines Chinesischen Schopfhunds fühlt sich sehr glatt, weich und warm an. Nackthunde haben keine höhere Körpertemperatur als Hunde mit Fell. Der Rassestandard erlaubt alle Farben und Farbkombinationen, obwohl etwas dunklere Haut bevorzugt wird. Die Pigmentierung der Haut nimmt im Winter ab und im Frühjahr wieder zu. Die großen Stehohren sind mit langen Haarfransen bewachsen. Die Rute wird in Bewegung hoch getragen. Der Rücken ist gerade, die Augen sind dunkel und liegen weit auseinander. Bei einigen Vertretern der Rasse fehlen Zähne, da das Gen für die Haarlosigkeit mit dem der Zähne zusammenhängt. Das mutierte Gen FOXI3 konnte 2008 identifiziert werden.
Die Hunde stammen trotz ihres Namens wahrscheinlich nicht aus China. Enge Verwandte sind der Mexikanische Nackthund und der Peruanische Nackthund. Der Chinesische Schopfhund wird häufig als für Tierhaarallergiker geeignet bezeichnet, entsprechende wissenschaftliche Studien sind nicht bekannt.
Im VDH sind die jährlichen Welpenzahlen in den letzten Jahren stark gestiegen. Während 1998 noch 37 Welpen geworfen wurden, stieg die Zahl bis 2003 auf 60, um sich dann fast zu verdoppeln: 2004 wurden 113 Welpen geworfen. Im Jahr 2011 wurden 227 Welpen geworfen. Die Rasse steht 2011 auf Platz 73 der Statistik (1998 Platz 145).

## Wesen
Der Chinesische Schopfhund gilt als schlau, verspielt, aufgeweckt, wachsam, sehr lebendig, beweglich, gefühlvoll, treu und stolz. Der Rassestandard fordert einen fröhlichen und niemals bösartigen Hund.

## Bewegung
Die Hunde passen ihren Bewegungsdrang den Gegebenheiten an, jedoch ist regelmäßiges Spielen und Toben wichtig. Sie sind für Hundesportarten wie Agility geeignet. Je nach Training sind sie sehr ausdauernd im Laufen.

## Genetik und Gesundheitsaspekte
Das Erscheinungsbild der Nackthunde wird durch ein dominantes Gen für Hypotrichose Hr in Kombination mit einem Gen für Langhaarigkeit erzeugt. Der homozygote Genotyp HrHr ist pränatal letal, die Embryonen sterben im Mutterleib ab. Daher sind die am Körper haarlos geborenen Welpen immer heterozygot. Die Welpen, die den zur Haarlosigkeit führenden Gendefekt auf keinem der beiden Allele haben, also homozygot für das Wildtypallel sind, sind die normal behaarten "Powder Puff".
Beim Chinesischen Schopfhund besteht eine Neigung zu einer genetisch bedingten Schwäche des Aufhängeapparates der Augenlinse und damit zu einer Linsenverlagerung, eventuell mit sekundärem Grünen Star. Zum Nachweis dieser Augenerkrankung gibt es einen Gentest.